# Goldsithney
Goldsithney – wieś w Anglii, w Kornwalii. Leży 8 km na wschód od miasta Penzance i 404 km na zachód od Londynu.